# アメンヘルケペシュエフ
アメンヘルケペシュエフまたはアメンヘルケプシェフ（翻字: imn-hr-xpS=f, エジプト語英語化: Amenherkhepeshef, Amenhirkhopshef、生没年不詳）とは、古代エジプトのファラオ、ラムセス2世の第一王子。彼の姿を描いた壁画が残っている。

## 概要

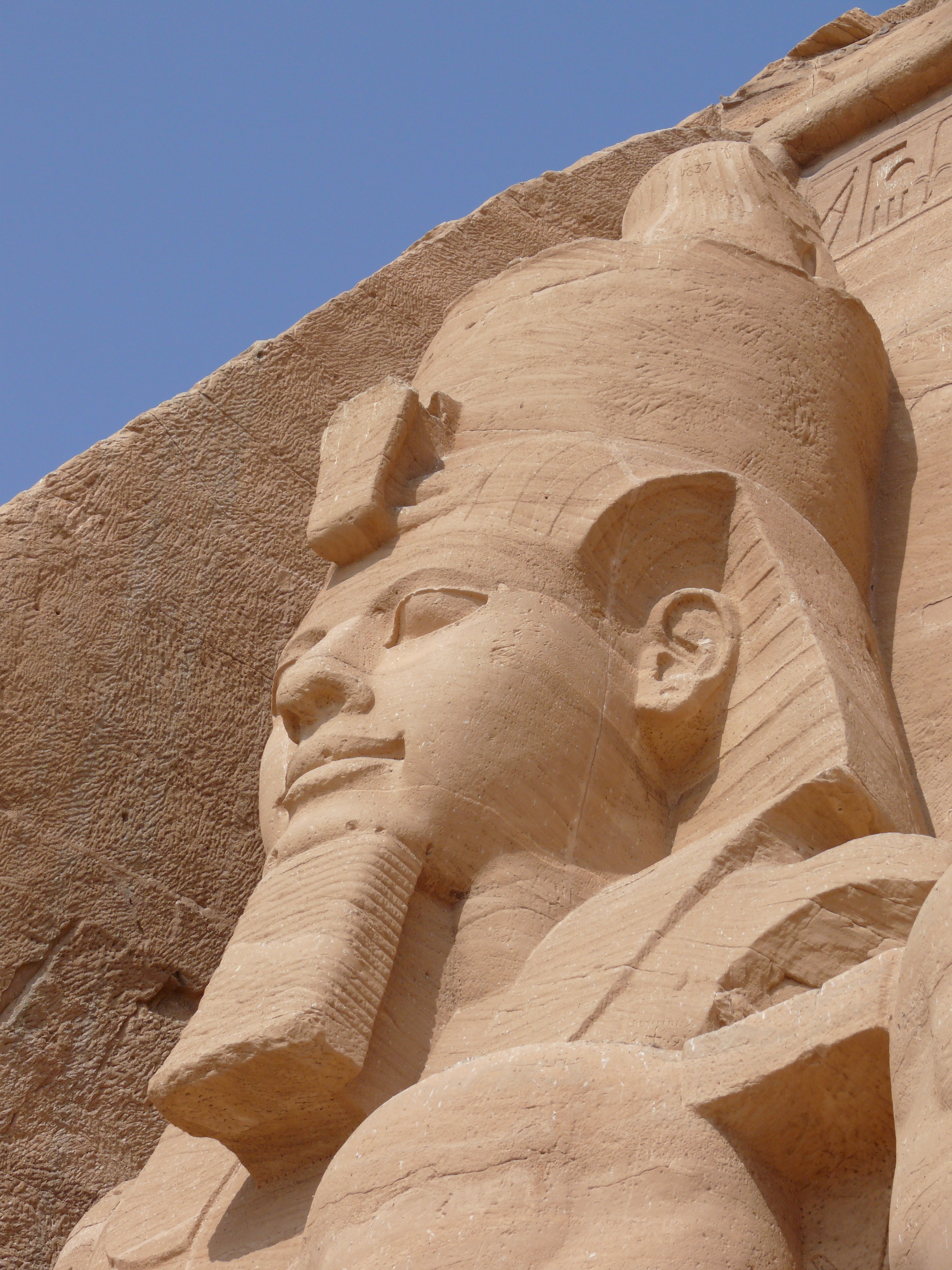
父・ラムセス2世

アメンヘルケペシュエフはラムセス2世とネフェルタリとの間に長男として誕生した。誕生して間もなくネフェルタリは王妃とされている後に、同母兄弟には、プレヒルウォンメフ、へヌタウェイ、メルトアトゥム、メリトアメン、メリラーらが生まれる。
ファラオの次に栄誉的な称号であった「王太子（Pharaoh's Prince）」の称号を持っていた。
死後は、栄誉ある壮観な墓室に葬られたという。墓で見つかった遺物の中には、アメンヘルケペシュエフの名前が付けられた臓器が入っているカノプス壺があり、またメイスによる打撲痕であると考えられている、深い骨折のある頭蓋骨を含む4人の男性の骨もあった。